# Wowow
A Wowow (株式会社WOWOW; stilizálva WOWOW) Japán első magántulajdonban lévő műholdas műsorszórója és fizetős televízióadója. Székhelye Tokió Minato kerületének Akaszaka negyedében, az Akasaka Park Building 21. emeletén van. Műsorszóróközpontja a tokiói Kótóban található.
A Wowow 2011. október 1-jén az egyetlen adóból álló műholdas szolgáltatását három különálló, nagyfelbontásban sugárzott televízióadóra bővítette:
- Wowow Prime (WOWOWプライム?) – általános szórakoztatóadó,
- Wowow Live (WOWOWライブ?) – sport- és egyéb élő közvetítések,
- Wowow Cinema (WOWOWシネマ?) – 24 órás filmcsatorna.

## Áttekintés
A Wowow volt az első a hét minden napján 24 órában elérhető, 3 adóból álló, nagy felbontásásban sugárzó műsorszóró Japánban.
A Wowow 1991. április 1-jén kezdte meg az analóg, míg 2000. december 1-jén a digitális sugárzást. A hálózatnak kezdetben 207 753 előfizetője volt (31,5 millió jen bevétel), ám két évvel később már 2 667 414 előfizetőre (64,5 milliárd jen bevétel) tudott szert tenni. 2015 novemberében a Wowow jelentései szerint a digitális szolgáltatásnak 2,8 millió előfizetője volt. A Wowow 2011. július 24-én megszüntette az analóg műsorszórást.
A Wowow elsősorban filmeket ismétel, azonban animesorozatokat, köztük több saját gyártásút is lead, így például a Big O-t, a Brain Powerdöt, a Kazemakasze: Cukikage rant, a Trinity Bloodot, a Cowboy Bebop teljes, vágatlan változatát, a Sinreigari/Ghost Houndot, a Szeikai no monsót, az Ergo Proxyt, az X/1999-et, a Shuffle!-t, a Paranoia Agentet, az Ima, szoko ni iru bokut vagy a Le Chevalier D’Eont, valamint az Anime Complex műsorblokk tagjait. A Wowow a japán műholdas televíziós jogszabályok viszonylagos enyhesége miatt az olyan animék egyik legfontosabb közvetítője lett, melyeket a témáik vagy tartalmuk miatt a többi műsorszóró hálózat nem adhat le. A hálózattal számos animestúdió, köztük a Madhouse is kötött szövetséget a felnőtteknek szánt sorozataik forgalmazására.
Az adó nevét az angol „Wow!” (azta!) felkiáltás megháromszorozása teszi ki, de a három „W” jelentése a „World-Wide-Watching” is.
A Wowow japán nyelvre szinkronizált amerikai televíziós sorozatokat is műsorára tűz, így többek között a Jóbarátokat, a CSI: A helyszínelőket, a Szex és New Yorkot, a Maffiózókat, Döglött aktákat, a Grace klinikát, a Médiumot, a 4400-at, a Leendő divatdiktátorokat, a South Parkot vagy a Simpson családot. A Wowow Ultimate Fighting Championship-mérkőzéseket, My Name Is Kim Sam Soon című koreai doramát és a brit Angolkák vígjátéksorozatot és a Terrorkommandó drámát is sugározta.
A Wowow korábbi székhelye szintén Akaszakában volt.

### Sportműsorok
A Wowow 2008 óta mind a négy tenisz Grand Slam-tornát, így az Australian Opent, a Roland Garrost, a wimbledoni tenisztornát és a US Opent is közvetíti. 2012. február 26-a óta Ultimate Fighting Championship-mérkőzéseket is közvetítenek.

### Elnök
A Wowow igazgatója 2015 júniusától Vazaki Nobuja, elnöke pedig Tanaka Akira.

## Részvényesei

### 2015. március 31.

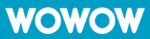
A Wowow logója (1991–2011)

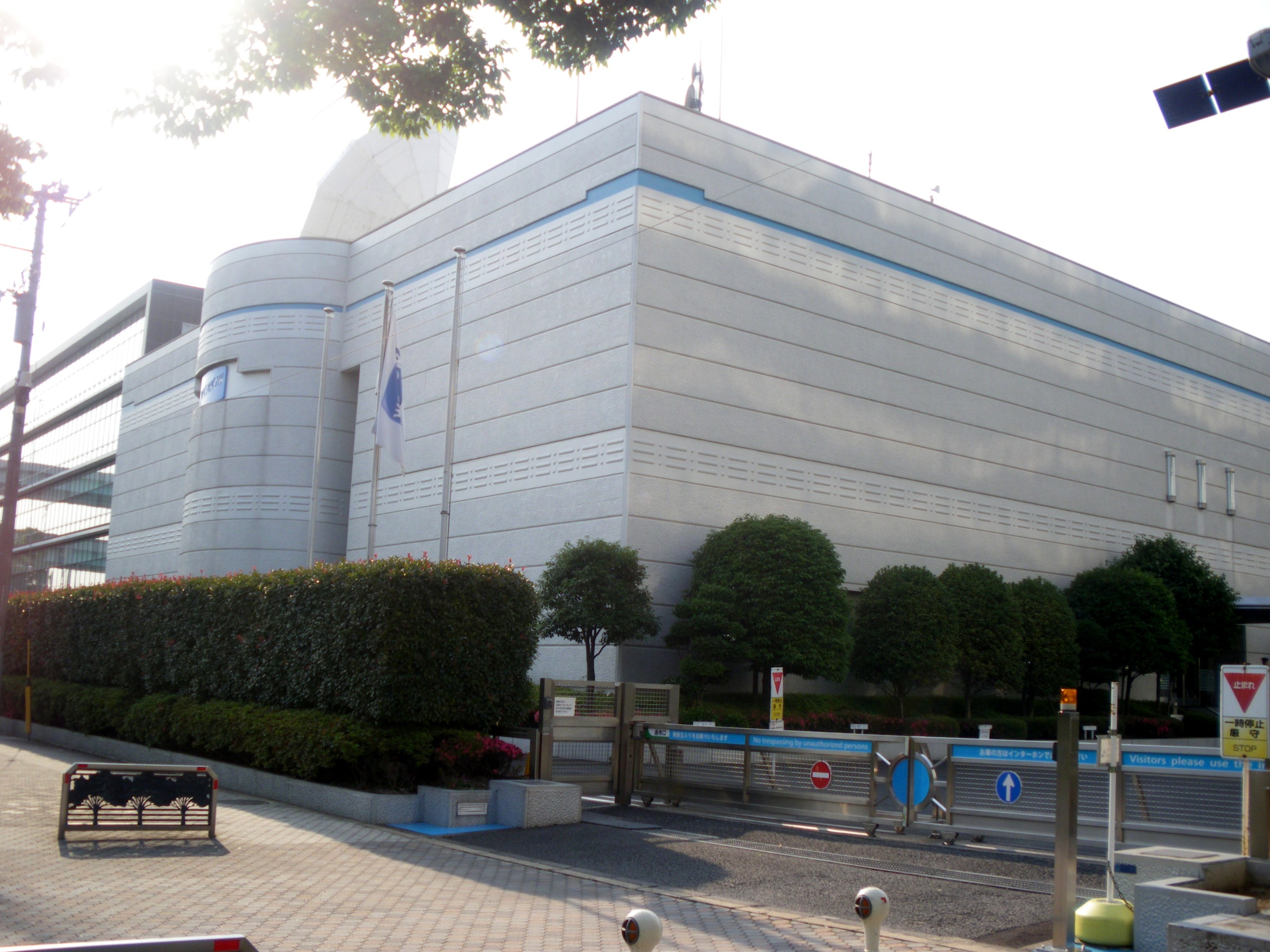
A Wowow Broadcasting Center

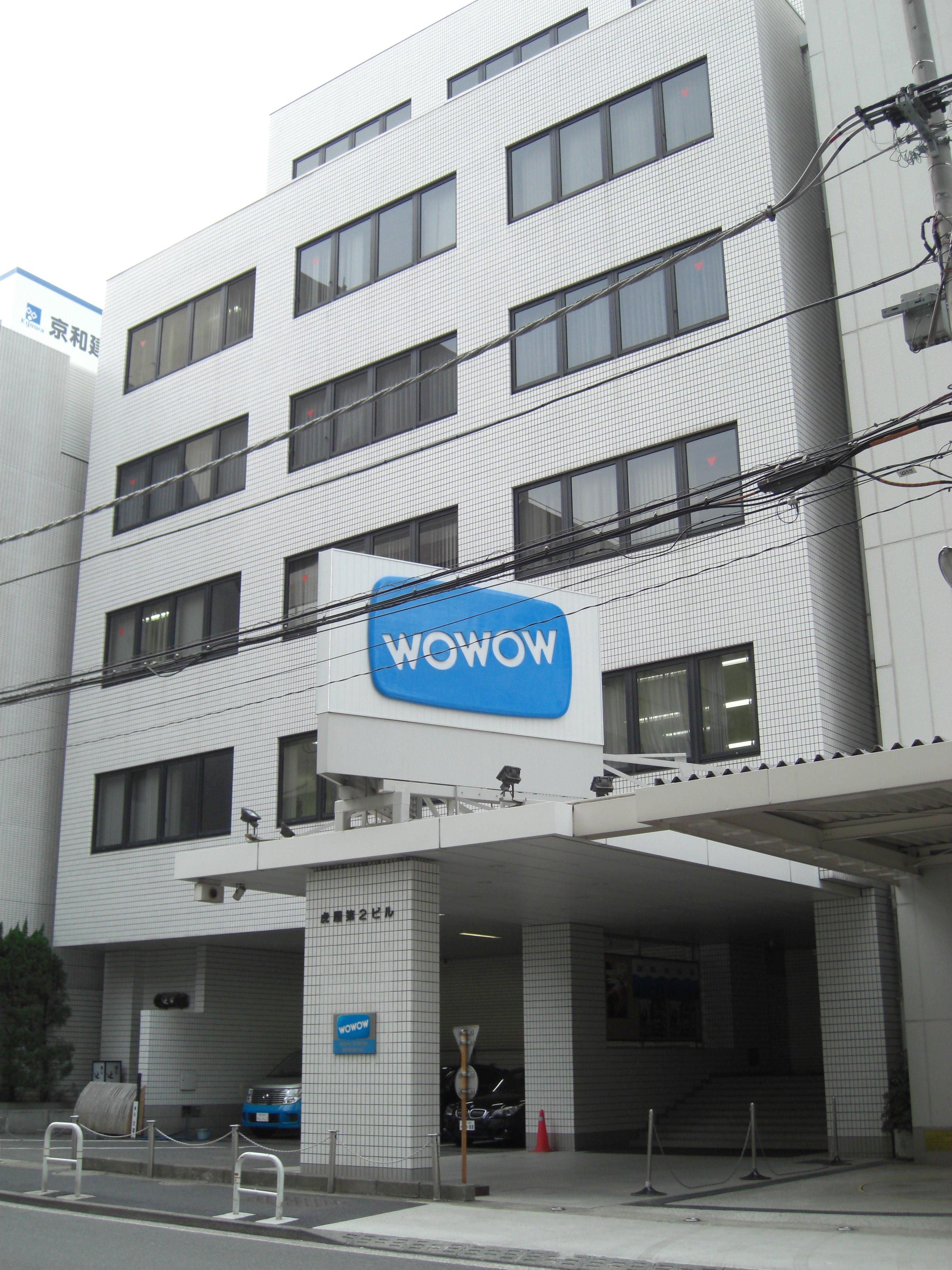
A Wowow egykori székhelye, a Toraya Building 2

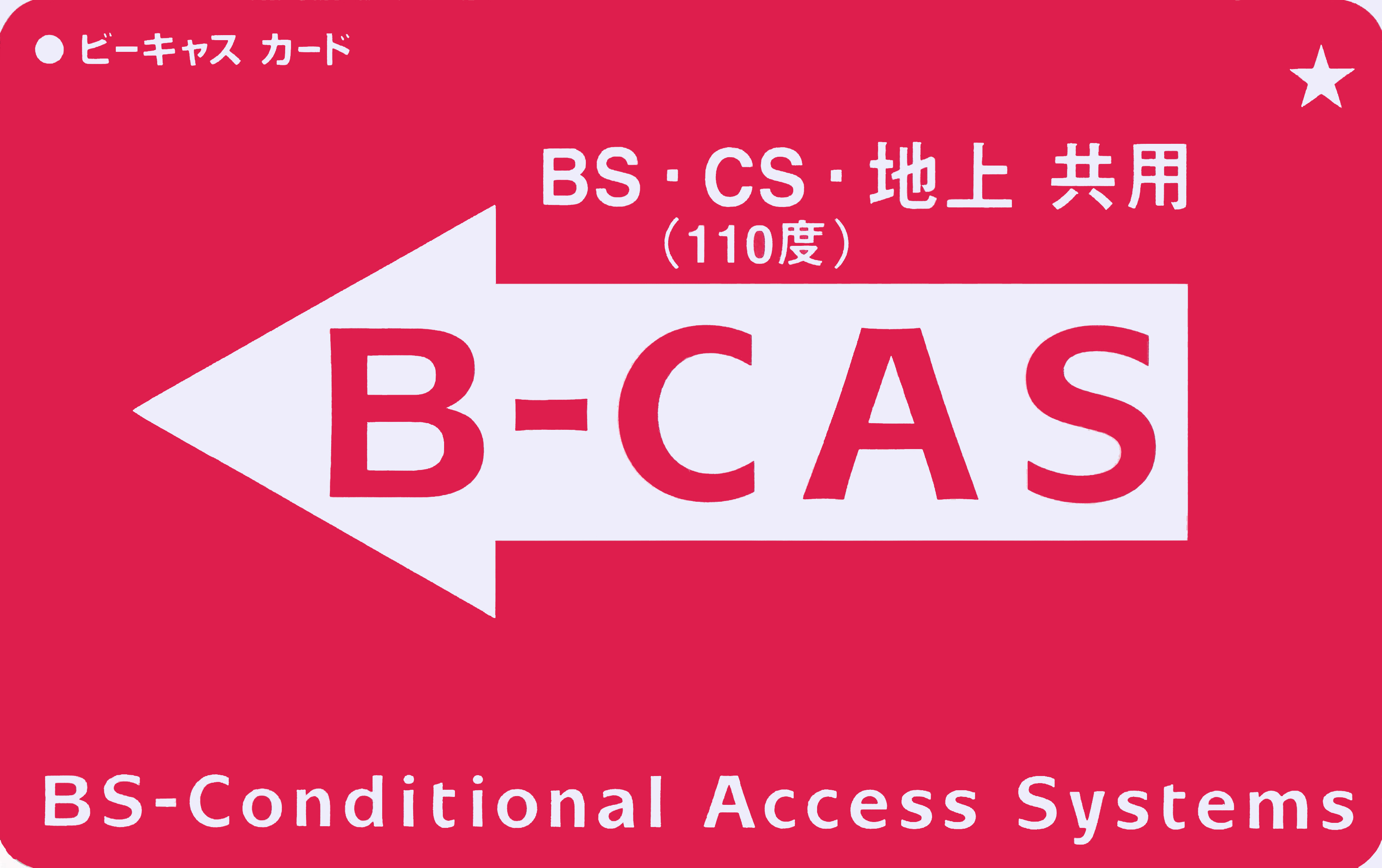
B-CAS feltételes hozzáférésű kártya

| Tőke           | Részvények | Részvényesek |
| -------------- | ---------- | ------------ |
| 5 milliárd jen | 14 422 200 | 7 610        |

| Részvényes                                                                                | Részvény  | Arány  | Szavazati jog |
| ----------------------------------------------------------------------------------------- | --------- | ------ | ------------- |
| Fuji Media Holdings                                                                       | 2 315 200 | 16,05% | 17,15%        |
| Tokyo Broadcasting System Holdings                                                        | 2 097 700 | 14,54% | 15,54%        |
| Nippon Television Network Corporation                                                     | 1 308 200 | 09,07% | 09,69%        |
| The Master Trust Bank of Japan ※Dentsu                                                    | 0700 400  | 04,85% | 05,18%        |
| Arai Rjúdzsi                                                                              | 0647 300  | 04,48% | 04,79%        |
| State Street Bank and Trust Company 505224 ※Mizuho Bank, elszámolási értékesítési osztály | 0300 000  | 02,08% | 02,22%        |
| NTT Communications Corporation                                                            | 0290 100  | 02,01% | 02,14%        |
| The Asahi Shimbun Company                                                                 | 0277 600  | 01,92% | 02,05%        |
| CBNY-Goverment of Norway ※Citibank Japan                                                  | 0179 600  | 01,24% | 01,33%        |
| TV Asahi Holdings Corporation                                                             | 0173 000  | 01,19% | 01,28%        |
| TV Tokyo                                                                                  | 0173 000  | 01,19% | 01,28%        |
| Nikkei                                                                                    | 0173 000  | 01,19% | 01,28%        |
| Jomiuri Simbun, tokiói központi iroda                                                     | 0173 000  | 01,19% | 01,28%        |
| The Mainichi Newspapers                                                                   | 0173 000  | 01,19% | 01,28%        |
| ※saját részvény                                                                           | 0926 492  | 06,42% | 00,00%        |

### 2003. március 31.
| Tőke                  | Részvény | Részvényes |
| --------------------- | -------- | ---------- |
| 11,33811 milliárd jen | 100 122  | 5672       |

| Részvényes                               | Részvény | Arány |
| ---------------------------------------- | -------- | ----- |
| Fuji Television                          | 6736     | 6,72% |
| Mitsubishi Corporation                   | 5006     | 4,99% |
| Tokyo Broadcasting System, Inc.          | 4913     | 4,90% |
| Nippon Television Network Corporation    | 3004     | 3,00% |
| Dentsu                                   | 3004     | 3,00% |
| Matsushita Electric Industrial Co., Ltd. | 3004     | 3,00% |
| Toshiba                                  | 3000     | 2,99% |
| The Asahi Shimbun Company                | 2276     | 2,27% |
| Seiyu GK                                 | 2080     | 2,07% |
| Tokyu Corporation                        | 2080     | 2,07% |
| Sankei Shimbun                           | 1730     | 1,72% |
| Asahi National Broadcasting Co., Ltd.    | 1730     | 1,72% |
| TV Tokyo                                 | 1730     | 1,72% |
| Nikkei                                   | 1730     | 1,72% |
| Jomiuri Simbun, tokiói központi iroda    | 1730     | 1,72% |

### 1992. március 31.
| Tőke            | Részvény | Részvényes |
| --------------- | -------- | ---------- |
| 41,561 milliárd | 831 220  | 264        |

| Részvényes                                    | Részvény | Arány |
| --------------------------------------------- | -------- | ----- |
| The Japan Commercial Broadcasters Association | 22 900   | 2,75% |
| Seibu Department Stores                       | 20 800   | 2,50% |
| Tokyu Corporation                             | 20 800   | 2,50% |
| Mitsubishi Corporation                        | 20 800   | 2,50% |
| Fuji Television                               | 17 300   | 2,08% |
| Tokyo Broadcasting System, Inc.               | 17 300   | 2,08% |
| Nippon Television Network Corporation         | 17 300   | 2,08% |
| The Asahi Shimbun Company                     | 17 300   | 2,08% |
| Sankei Shimbun                                | 17 300   | 2,08% |
| Asahi National Broadcasting Co., Ltd.         | 17 300   | 2,08% |
| TV Tokyo                                      | 17 300   | 2,08% |
| Nikkei                                        | 17 300   | 2,08% |
| Jomiuri Simbun                                | 17 300   | 2,08% |